# Arckanum
Arckanum var ett svenskt black metal-band från Mora som grundades 1992. Bandet bestod ursprungligen av Shamaatae, Sataros och Loke Svarteld, men utvecklades snart till att bli Shamaataes enmansprojekt. Flera gästmusiker har dock förekommit, bland dem främst Sataros och Lena Klarström, en svensk sångerska och röstpedagog.
Arckanums texter handlar på de senare skivorna om antikosmisk satanism och kaosgnosticism. Natur, troll och naturguden Pan spelar också en viktig roll i hans tro som han kallar Thursatru. Mellan 1998 och 2008 släppte bandet inga nya fullängdsskivor, på grund av bristande inspiration och problem med skivbolaget. Det var under detta uppehåll som Shamaatae upptäckte kaosgnosticismen och det är här som övergången i texterna sker från att vara mer inriktade på troll och natur till kaos. Texterna är tänkta att efterlikna fornsvenska, men innehåller många språkliga fel, även om Shamaatae i uttalanden har sagt att han försöker skriva texterna så grammatiskt korrekt som han förmår. Detsamma gäller texterna på skivan ÞÞÞÞÞÞÞÞÞÞÞ, men där skall språket istället efterlikna fornisländska uppblandat med enstaka runsvenska ord.
På bilder av Shamaatae bär han alltid en kåpa med huva och en ansiktsmask. Ofta bär han också med sig en lång stav med en ring av taggar i toppen.
Arckanum spelar inte live men har dock gjort en video; "Gava fran trulen" från skivan Fran marder.

## Bakgrund
Shamaataes karriär började 1988 i black/death metal-bandet Grotesque vid fjorton års ålder, där han spelade trummor. Han lämnade bandet året därefter och startade tillsammans med sin bror Sataros death metal-bandet Absorption, vilket senare bytte namn till Disenterment. Arckanum startades 1992 och hade fyra medlemmar, Shamaatae, Sataros och Loke Svarteld, men efter Demo 1993 insåg Shamaatae att han kunde hantera alla instrument och sång på egen hand, och fortsatte ensam.

## Författarskap
Johan Lahger har även gett ut två böcker. Panparadox, som gavs ut på förlaget Ixaxaar 2009, handlar om Pan och dennes roll i kaosgnosticismen. Den andra boken Gullveigarbók, gavs ut 2010 på förlaget Fall of Man och är en studie av jättinnan Gullveig och den ondskefulla sidan av nordisk mytologi. Han arbetar även på en tredje bok som ska heta U R A M. Som författare använder han pseudonymen Vexior.

## Medlemmar
Senaste medlemmar
- Shamaatae (Johan S. Lahger) – alla instrument, sång (1992–2018)

Tidigare medlemmar
- Loke Svarteld	– gitarr (1993)
- Sataros – sång (1993)

## Diskografi
Demo
- 1993 – Rehearsal 1993
- 1993 – Demo 1993
- 1994 – Rehearsal 1994
- 1994 – Trulen

Studioalbum
- 1995 – Fran marder
- 1997 – Kostogher
- 1998 – Kampen
- 2008 – Antikosmos
- 2009 – ÞÞÞÞÞÞÞÞÞÞÞ
- 2010 – Sviga læ
- 2011 – Helvítismyrkr
- 2013 – Fenris Kindir
- 2017 – Den förstfödde

EP
- 2002 – Boka Vm Kaos
- 2004 – Kaos Svarta Mar
- 2008 – Antikosmos
- 2008 – Grimalkinz skaldi
- 2009 – Þyrmir
- 2019 – Första trulen

Samlingsalbum
- 2004 – The 11 Year Anniversary Album

Annat
- 2003 – Kosmos wardhin dræpas om sin / Emptiness Enthralls (delad 7" vinyl med Contamino)
- 2004 – Kaos svarta mar / Skinning the Lambs (delad album med Svartsyn)
- 2008 – Arckanum / Sataros Grief (delad 7" vinyl med Sataros Grief)